# Iglesia de Santa María (Cardet)
La iglesia de Santa María de Cardet, conocida como Santa María de les Cabanasses, es la iglesia parroquial de la aldea llamada Cardet en el valle de Bohí, provincia de Lérida, Cataluña, España. Es románica del siglo XII (con modificaciones del siglo XVIII) y pertenece al grupo de iglesias rurales románico-lombardas dispersas por este valle. Se encuentra edificada en el extremo del pueblo, en un barranco donde se asienta el ábside. Por esa razón dicho ábside es de mayores proporciones en altura que los de las demás iglesias del valle.
El exterior está decorado con arcuaciones ciegas, friso de esquinillas y bandas, como corresponde a la decoración lombarda. En el ábside se abren cuatro vanos de arcos dobles de medio punto. Sobre la portada occidental se alza una espadaña con tres huecos para campanas.
En 1992, fue declarada Bien de Interés Cultural y, en el 2000, Patrimonio de la Humanidad por la Unesco dentro del conjunto de las Iglesias románicas catalanas del Valle de Bohí.

## Crismón
Sobre la clave del arco de la portada occidental puede verse un crismón tallado en piedra, circular y trinitario, de tipo oscense.  Tiene una tilde – debajo de la P; A y ω son muy pequeñas y la S es grande. Es una talla muy rústica e imperfecta.

## Obras de arte
En el interior se venera la imagen de la Mare de Déu de les Cabanesses, del siglo XIV. El altar original tenía un frontal artístico que se conserva en el Museo Nacional de Arte de Cataluña. Está representada la Virgen dentro de una mandorla rodeada por el Tetramorfos y escenas de la Asunción, Visitación, Natividad, Epifanía y Huida a Egipto.